# 斯科贝奇夫斯凯
52°0′56″N 33°38′54″E / 52.01556°N 33.64833°E
斯科贝奇夫斯凱（烏克蘭語：Скобичівське）是位於烏克蘭東北部的村莊，由蘇梅州紹斯特卡區的亞姆皮利市鎮負責管轄。該村距離利斯內和沙特里謝1公里，海拔高度153米，2001年人口42。